# Agnès de Beaumont-au-Maine
Agnès de Beaumont-au-Maine ou Agnès de Beaumont survécut à tous ses frères, hérita de Richard II de Beaumont, et fut ainsi vicomtesse de Beaumont-au-Maine, dame de Loué, Fresnay, Sainte-Suzanne, du Lude, L'Aigle et La Flèche. Elle avait épousé, avant la mort de Richard, Louis de Brienne, troisième fils de Jean de Brienne, roi de Jérusalem, et de Bérengère de León. Avec Marguerite de Fiff, sa nièce, elle recommanda au pape Innocent III l'abbaye du Perray-Neuf qui se trouvait dans une situation fâcheuse, et obtint pour l'évêque d'Angers un ordre de donner l'abbaye bénédictine aux religieuses cisterciennes, 1246.

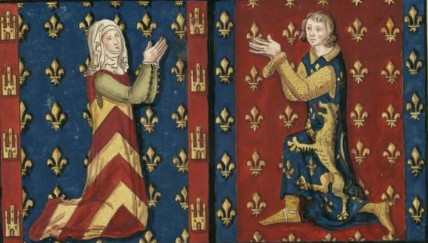
Vitrail représentant Agnès et Louis de Brienne à l'abbaye d'Étival.

Louis de Brienne et Agnès permirent aux religieux du Prieuré de Vivoin d'agrandir leur enclos, 1254, leur confirmèrent, en 1258, la rente de 100 sols léguée par Raoul de Beaumont, et aux religieux de Perseigne tout ce qu'ils possédaient dans leur fief, 1259. Ils assignèrent sur la prévôté du Lude les rentes que percevait l'abbaye d'Étival-en-Charnie sur la prévôté de Loué, 1280.
Après sa mort, la première famille des vicomtes du Maine est éteinte.

## Descendance
Les enfants connus issus de son mariage avec Louis de Brienne sont :
- Jean († 1306), vicomte de Beaumont, marié vers 1265 à Jeanne de La Guerche, puis en 1303 à Marie de Chantocé ;
- Louis († 1333), évêque de Durham ;
- Marguerite († 1328), mariée vers 1278 à Bohémond VII, comte de Tripoli ;
- Marie († 1328/1339), mariée avant 1283 à Henri III d'Avaugour, baron de Mayenne ;
- Isabelle († 1334), mariée en 1279/1280 à John de Vescy, seigneur d'Alnwick ;
- Jeanne († 1323), mariée vers 1286 à Guy VIII de Laval ;
- Henri de Beaumont († 1340), connétable d'Angleterre.

## Source
- Abbé Angot, « Les vicomtes du Maine », dans Bulletin de la Commission historique et archéologique de la Mayenne, 1914, n° 30, p. 180-232, 320-342, 404-424. lamayenne.fr.
- Comtes du Maine, Étienne Patou, 2007, racineshistoire.free.fr.